# ريتو كالا سامسارا

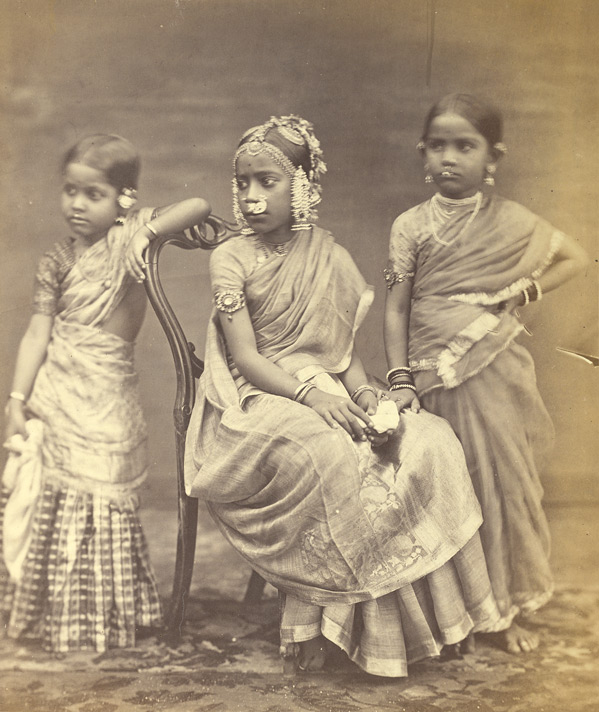
فتاة هندية من التاميل (وسط) عام 1870 مرتدية نصف ساري وزهور ومجوهرات من طقوس ريتو كالا سانسكارا

وظيفة نصف ساري أو لجانا فوني أو  بافاداي دافاني في جنوب الهند، حفل ريتو كالا سامسكارا أو ريتوشودي هو احتفال هندوسي يقام عندما ترتدي فتاة الساري للمرة الأولى. إنه الاحتفال بذكرى مرور الفتاة على طقوس بدء الحيض (أول حيض) وهي تعتبر امرأة شابة جسدياً وروحانياً.
الـلانجا فوني هي ملابس تقليدية للفتيات غير المتزوجات في جنوب الهند.

## الطقوس
ريتوسوددي ويسمى ايضاً باسم ريتو كالا، هو حفل سن البلوغ للفتيات عند بدء الحيض أو أول الحيض. تكون ملاحظة هذا الإنجاز في حياة الفتاة من قبل عائلتها وأصدقائها، مع الهدايا وارتدائها الساري لإتمام الطقوس. يتم الاحتفال بطقس المرور، في العصر الحديث، كحفل «نصف ساري» أو «وظيفة نصف ساري»، حيث يتجمع أقارب الفتاة وأصدقائها، وتتلقى وترتدي نصف ساري وغيرها من الهدايا. بعد ذلك، في المناسبات الاحتفالية، ترتدي نصف ساري، حتى زواجها عندما تضع ساري كامل.
في جنوب الهند يتم الاحتفال بقدوم سن البلوغ أو طقوس المرور عندما تصل الفتاة إلى سن البلوغ. وهي ترتدي لوانا لانجا جديدة خلال الجزء الأول من الحفل ومن ثم يتم منحها أول ساري لها، والذي ترتديه خلال النصف الثاني من الحفل. هذا يشير لانتقالها إلى الأنوثة.
يبدأ تقليد عرض لانغا فانى مع أول حفل تسمية للفتاة الذي يسمى ناماكران. وأول حفل لتغذية الأرز يدعى انابراشانا. تستقبل آخر واحدة لها في حفل ميلادها الأخير.
في شاكتيسم يتم الاحتفال بحيض الأرض خلال أمبوباتشي ميلا، وهو مهرجان الخصوبة السنوي الذي يعقد في يونيو في ولاية اسام، الهند.
خلال أمبوباتشي تُعبد الدورة الشهرية السنوية للإلهة كماخيا في معبد كماخيا.

## انظر ايضاً
- الثقافة والحيض